# フランク・ハーバート
フランク・ハーバート（Frank Herbert、1920年10月8日 - 1986年2月11日）は、アメリカ合衆国の小説家、SF作家。彼は、6作品から構成される《デューン》シリーズで知られている。《デューン》シリーズでは人類のサバイバルと進化、生態学、宗教と政治と権力の交差を描き、サイエンス・フィクションとしてだけでなく文学としても古典的名作と言われている。

## 経歴
フランク・ハーバートは1920年、ワシントン州タコマに生まれた。彼は子供の頃から作家を夢見ていて、1939年にGlendale Starという新聞で仕事をするために年齢を偽った。
第二次世界大戦中はアメリカ海軍で写真家として従軍したため、作家としてのキャリアに間隙が生じた。1941年、フローラ・パーキンソンと結婚したが、娘をもうけた後1945年に離婚した。
戦争後彼はワシントン大学に入学し、1946年に創作クラスでビバリー・アン・スチュアートと出会う。そのクラスで自分の書いた文章を売ったことがあるのは彼ら二人だけだった。ハーバートはパルプ雑誌に2本の冒険ものを売っていたし、スチュアートは Modern Romance誌に小説を売っていた。彼らは1946年6月20日、シアトルで結婚。1947年には長男のブライアン・ハーバートが生まれた。ブライアンによれば、フランク・ハーバートは大学を卒業しなかったという。フランク・ハーバートは自身の興味のある教科以外は学ぼうとせず、単位不足で卒業できなかったのである。
その後彼はジャーナリズムに戻り Seattle Star と Oregon Statesman で働いた。彼はまた約10年間 サンフランシスコ・イグザミナー紙の雑誌California Livingの編集者兼ライターとしても働いた。
ハーバートは40年代にサイエンス・フィクションを読みはじめ、1950年代には自ら書き始め、『スタートリング・ストーリーズ』などの雑誌に短編が掲載された。その後10年の間に20本の短編小説が雑誌などに掲載されている。
彼の小説家としてのキャリアは1955年の『21世紀潜水艦』に始まる。(邦題の通り)21世紀の潜水艦という状況の中で正気と狂気を探求した作品である。この作品では石油の消費と生産における世界的な衝突を予測している。この作品は大成功とは言いがたかったが、それなりに売れた。
1959年、ハーバートはデューンの下調べを開始した。そのころ妻が仕事に復帰してデパートの広告ライターとして働き始めたため、ハーバートは小説家としての経歴に自分の軸足を置くことができるようになった。ハーバートは後に Willis E. McNeilly とのインタビューで、この小説の元となったのはオレゴン州フローレンスにある砂丘に関して雑誌の記事を書こうとしたことだと述懐した。しかし、彼は砂丘にのめりこみすぎて単なる記事には十分すぎる材料を集めてしまった。その記事は書かれることはなく、《デューン》シリーズの元となったのである。
6年間の調査と執筆の末、『デューン 砂の惑星』は1965年に完成した。当時としては長大なSF小説であったため、1963年と1965年の2回にわけてアナログ誌に連載された。そして、最終的に出版にこぎつけるまでに約12の出版社に拒絶された。ある編集者は予言のように「私は10年に一度の間違いを犯しているのかもしれないが……」と拒絶の返事を書いている。しかし、フィラデルフィアの小さな出版社 Chilton（デーモン・ナイトが編集者だった）はハーバートに7500ドルを前払いし、すぐにデューンは評判となった。1965年のネビュラ賞長篇小説部門を受賞し、1966年にはヒューゴー賞も獲得した。デューンは生態学をテーマとした世界初のSF小説であり、様々な相互に関連する大きなテーマを含み、複数の登場人物の視点で描かれているという点で他のハーバートの作品と共通している。
本はすぐにベストセラーとなったわけではない。ハーバートは1968年にはその小説で20,000ドルを得ており、当時のSF小説としては非常に売れた方ではあった。しかし、ハーバートが小説家としての執筆活動に専念するには十分ではなかった。それでもデューンの出版は彼に機会を与えてくれた。1969年から1972年まで、彼は Seattle Post-Intelligencer紙の教育関連のライターを務め、ワシントン大学の学際的教科の講師を務めた(1970年から1972年)。彼は1972年にベトナムとパキスタンで社会学と生態学のコンサルタントも行っている。1973年、テレビ番組 The Tillersのディレクター兼写真家(director-photographer)にもなっている。
1972年にはハーバートは専業作家となった。そして1970年代から1980年代にかけて作家としての商業的成功を謳歌した。彼はハワイ州とワシントン州に家を持っていた。この当時、彼は多数の本を執筆して生態学や哲学的な考えを盛り込んだ。《デューン》シリーズも書き続けたが、他にもいくつもの作品を出版している。
しかし運のよい時期は永遠には続かず、悲劇が彼を襲った。1974年、彼の妻ビバリーは癌の手術を受け、その後10年生きながらえたが、確実に彼女の健康は蝕まれていった。彼女は1984年2月7日に亡くなった。ハーバートは『デューン 砂丘の大聖堂』のあとがきの中で妻への賛辞を書いた。
1984年はハーバートの人生において激動の年であった。彼の妻が死んだのと同じ年に、デヴィッド・リンチ監督の映画版『デューン』が公開されたのである。前評判は高く、大きな予算をかけて制作され、有名な俳優が数多く出演したにも拘らず、アメリカでの評判は悪かった。しかし、アメリカでの期待はずれの結果にも拘らず、この映画はヨーロッパと日本ではそれなりの成功を収めた。同年、ハーバートは《デューン》シリーズの5作目『デューン 砂漠の異端者』を出版した。また、同じ年の終わりごろ テレサ・シャックルフォードと再婚した。
1986年、ハーバートは『デューン 砂丘の大聖堂』を出版した。これによって《デューン》シリーズは完結した。これは、ハーバート個人の最後の作品となった。彼は1986年2月11日、ワシントン州マディソンにおいて膵癌で亡くなった。65歳。

## シリーズの継続
近年、ブライアン・ハーバート（フランクの息子）とケヴィン・J・アンダースンは、デューンの世界に則った作品を出版している。《デューン》シリーズに描かれたイベントの背景となる世界についてフランク・ハーバートが書き残していたメモと彼が大聖堂の次に予定していた作品に関するメモに基づいたものである。彼らは大聖堂の続編を2作品、フランクの残した7作目に関するメモに従って執筆中だという。
彼の死以来、ファンの主な議論はブライアン・ハーバートとケヴィン・アンダーソンの新しいデューンが正当な続編と考えられるかどうかである。批評家は彼らの本がオリジナルのシリーズの品質に達しておらず、フランク・ハーバートの主題であった人類についての複雑な相互に関連したアイデアを欠いていると考える。ブライアン・ハーバートは、父が彼にさらにデューンの続編(特に Butlerian Jihad の話)を書くように頼んだと主張する。このことから新しい小説がフランクの希望と意思に基づいていることを意味すると解釈する者もいるが、そうではないと考える者もいる。何人かのファンは、ブライアン・ハーバートとアンダーソンがフランク・ハーバートによるメモと新作のアウトラインを発見したと主張していることさえ疑っている。彼らは新作の計画が浮上したとたんにこれらが発見されたという点に疑いを持っている。

## 思想とテーマ
哲学、宗教、心理学、政治、生態学に関する複雑なアイデアを検討するために、フランク・ハーバートは彼のSF小説を書いた。それが、彼の読者の多くにこれらの分野に関心を持たせるきっかけともなった。フランク・ハーバートの執筆における潜在的な推進力は人類のサバイバルと進化の問題への彼の興味であった。フランク・ハーバートは狂信的なファンを引き付けた。そういった熱狂的ファンは、フランク・ハーバートが書いた全ての小説もエッセイも読み、フランク・ハーバートをある種の教祖と考えていた。実際、そのようなファンがいたために、フランク・ハーバートはカルト教団を作ろうとしていると告発されたこともある。
ハーバートの作品には多くのキーとなるテーマがある。
- リーダーシップに対する懸念。人間が奴隷的にカリスマ的なリーダーに従う傾向を探究した。彼は官僚制と政府の問題点と可能性の両方を深く掘り下げた。
- ハーバートはエコロジーとシステムズシンキングについてアイデアを大衆化した最初のSF作家であろう。彼は人類が長期的、体系的に両方とも考える必要があることを強調した。
- 宗教、政治、権力の間の関係。
- 人類のサバイバルと進化：ハーバートの描いた『ドサディ実験星』の世界では、人々が過酷な環境におかれて進化する様を描いている。《デューン》シリーズのフレーメンやサルダウカーも同様である。
- 人類の可能性と潜在力：《デューン》シリーズに登場するメンタート、ベネ・ゲセリット、ベネ・トライラックスは人間の可能性を異なった側面を描いたものである。
- 正気と狂気の性質。フランク・ハーバートはトーマス・サースの仕事と反精神医学に興味をもっていた。
- 《デューン》シリーズの中のメランジのように化学薬品が意識に与える影響と効果。
- 言語が思考方法に与える影響。より具体的に言えば、フランク・ハーバートはアルフレッド・コージブスキーの一般意味論に影響された。
- 社会生物学。我々の本能がどのように無意識に我々の行動と社会に影響するのか。
- 学習、教育、思考。

フランク・ハーバートは自身が探求した疑問に関する確信的回答を読者に直接明示することを避けた。

## SFにおける位置づけ
デューンはベストセラーのSF小説であり、《デューン》シリーズもベストセラーのSFシリーズである。また、ヒューゴー賞とネビュラ賞のダブルクラウンでもある。同時代人のロバート・A・ハインラインによれば、ハーバートの作品は「強力で、納得できて、最も巧妙」である。
デューンは多くの理由で画期的な小説と考えられる。
- ロバート・A・ハインラインの1961年の小説『異星の客』と同様、『デューン』はそれまでのSFより、文学的なアプローチへの傾斜を示している。それまでには、SF小説が売れるには大きな技術的アイデアが必要だと思われており、性格描写やストーリーの重要性は過小評価されていた。
- デューンはソフトSFと呼ばれるサブジャンルの金字塔である。ハーバートは意図的にデューンでテクノロジー描写を抑制して、人類のテクノロジーの未来というよりも人間性の未来に集中することができた。デューンは人類とその組織とが、時と共に変化していく方向を考察している。
- デューンは初の生態学を主テーマとしたSF小説であった。フランク・ハーバートは科学的思考を一般化させる名人であった。彼の多くのファンは哲学や心理学に興味を持った原点としてフランク・ハーバートの影響を挙げている。デューンにおいて、惑星レベルの環境を見事に描くことで、彼は生態学(エコロジー)という用語を一般化させ、その分野の概念のいくつかも一般化させた。ジェラルド・ジョナスはニューヨーク・タイムズの書評の中で次のように述べた：「ハーバート氏は人類と動物と地理と気候の相互作用を描き、デューンは新たなサブジャンルであるエコロジーSFのスタンダードとなった」。デューンの人気が上がってくると、ハーバートは各地の大学に講演にでかけ、デューンにおける生態学的問題が我々の抱えている問題と相似していることを説明した。
- 最後に、デューンは真の叙事詩的な世界を構築した。Library Journal誌では「SFにおけるデューンは、ファンタジーにおける『指輪物語』に匹敵する」と評した。フランク・ハーバートは、用語集、引用、文書、歴史といったあらゆる面を創造し読者に彼の想像した宇宙をもたらした。それ以前のいかなるSF小説もそこまで深い現実性を持った作品はなかったのである。

ハーバートは、デューン以後に20本ほどの小説を書いたが、そのレベルは様々である。いくつかの作品は、技術的アイデアがSFの全てであった古い時代に戻ったかのような作品であった。そして、《デューン》シリーズのファンはそれらの作品には批判的である。
ハーバートは『デューン』で得た喝采をその後再び味わうことはなかった。作品のほとんど全てがニューヨーク・タイムズのベストセラー・リストに載ったが、ヒューゴー賞やネビュラ賞を獲得することはなかった。『砂丘の子供たち』は文学的すぎ、暗すぎると思われた。『ドサディ実験星』にはファンが期待する叙事詩的な面が欠けていた。
最後に、『SF大百科事典』のマルコム・エドワーズの評を以下に示す。
ハーバートの作品の多くは読むのが難しい。彼の考えは単なる飾り物ではなくよく考え込まれた概念であったが、過度に複雑なプロットにまぎれ、思考のレベルに対応しない散文にリンクしている。……しかし、彼の最良の小説は思索的で知的であり、現代SF界にライバルはほとんどいない。

## 日本語訳
- The Dragon in the Sea (1955) 『21世紀潜水艦』高橋泰邦訳、ハヤカワ・SF・シリーズ（1958年）
- 《デューン》 矢野徹訳、ハヤカワ文庫SF（1972年 - 1987年）
  - Dune (1965) 『デューン／砂の惑星 1 - 4』（のち『デューン 砂の惑星 新訳版 上中下』酒井昭伸訳（2016年））
  - Dune Messiah (1969)『デューン／砂漠の救世主』（のち『デューン 砂漠の救世主 新訳版 上下』酒井昭伸訳（2023年））
  - Children of Dune (1976) 『デューン／砂丘の子供たち 1 - 3』（のち『デューン 砂丘の子供たち 新訳版 上下』酒井昭伸訳（2024年））
  - God Emperor of Dune (1981) 『デューン／砂漠の神皇帝 1 - 3』
  - Heretics of Dune (1984) 『デューン／砂漠の異端者 1 - 3』
  - Chapterhouse : Dune (1985) 『デューン／砂丘の大聖堂  1 - 3』
- Destination: Void (1966) 『ボイド - 星の方舟』小川隆訳、小学館地球人ライブラリー（1995年）
- 「ジャンプドア」シリーズ
  - Whipping Star (1970) 『鞭打たれる星』岡部宏之訳、創元SF文庫（1979年）
  - The Dosadi Experiment (1977) 『ドサディ実験星』岡部宏之訳、創元SF文庫（1979年）

他、未訳作品多数。完全なリストについては英語版ウィキペディアの記事en:List of works by Frank Herbertを参照。